# ベアトリス・フェレイラ
ベアトリス・ヤスミン・ソアレス・フェレイラ（Beatriz Iasmin Soares Ferreira、1992年12月9日 - ）は、ブラジルのプロボクサー。現IBF女子世界ライト級王者。

## 来歴

### アマチュア時代
2016年リオデジャネイロオリンピックではアドリアーナ・アラウージョのスパーリングパートナーを務めた。
2019年世界選手権ではライト級優勝。
2020年東京オリンピックにも出場し、オリンピック女子ボクシングではブラジル最高成績となる銀メダル獲得。

### プロ時代
2022年11月12日、クリーブランドにてTaynna Cardoso戦でプロデビューし、判定勝利。
2024年4月27日、リヴァプールのエキシビションセンターにてケイティー・テイラーが返上したIBF女子世界ライト級王座決定戦でヤニナ・デル・カルメン・レスカノと対戦。5回に起きた偶然のバッティングでレスカノが負傷し、6回途中で負傷判定となり3-0（59-55×2、58-55）で勝利しIBF王座獲得に成功。
2024年12月14日、モンテカルロのモンテカルロ・スポーティングで行われる「Monte Carlo Showdown V」において、リシア・ボウデルザと初防衛戦を行い、判定勝利。

## 戦績
- アマチュア：110戦 101勝 17KO 9敗
- プロボクシング：6戦 6勝（2KO）無敗

| 戦           | 日付           | 勝敗 | 時間    | 内容        | 対戦相手                         | 国籍           | 備考                          |
| ------------ | -------------- | ---- | ------- | ----------- | -------------------------------- | -------------- | ----------------------------- |
| 1            | 2022年11月12日 | ☆    | 4R      | 判定3-0     | Taynna Cardoso                   | ブラジル       | プロデビュー戦                |
| 2            | 2022年12月3日  | ☆    | 2R 1:20 | TKO         | Carisse Brown                    | アメリカ合衆国 |                               |
| 3            | 2023年7月1日   | ☆    | 8R      | 判定        | Karla Ramos Zamora               | メキシコ       |                               |
| 4            | 2023年12月9日  | ☆    | 8R 0:05 | KO          | Destiny Jones                    | アメリカ合衆国 |                               |
| 5            | 2024年4月27日  | ☆    | 6R 1:49 | 負傷判定3-0 | ヤニナ・デル・カルメン・レスカノ | アルゼンチン   | IBF女子世界ライト級王座決定戦 |
| 6            | 2024年12月14日 | ☆    | 10R     | 判定3-0     | リシア・ボウデルザ               | フランス       | IBF王座防衛1                  |
| テンプレート |                |      |         |             |                                  |                |                               |

## 獲得タイトル
アマチュア
- 2018年南アメリカ競技大会ライト級 金メダル
- 2019年世界女子ボクシング選手権大会ライト級 金メダル
- 2019年パンアメリカン競技大会ライト級 金メダル
- 2020年東京オリンピックライト級 銀メダル
- 2021年ミリタリーワールドゲームズライト級 金メダル
- 2022年世界女子ボクシング選手権大会ライト級 銀メダル
- 2023年世界女子ボクシング選手権大会ライト級 金メダル
- 2023年パンアメリカン競技大会ライト級 金メダル

プロ
- IBF女子世界ライト級王座（防衛0）